# Mining
Mining är en ort och kommun  i Österrike. Den ligger i distriktet Braunau am Inn i förbundslandet Oberösterreich, 240 kilometer väster om huvudstaden Wien. Kommunen gränsar i norr mot floden Inn och Bayern i Tyskland.
Kommunen består av 12 orter (Ortschaften) (inom parentes invånarantal 1 januari 2024):

- Alberting (44)
- Amberg (72)
- Frauenstein (106)
- Gundholling (28)
- Holl (14)
- Kaltenau (18)
- Mamling (259)
- Mining (710)
- Obersunzing (5)
- Unterbergham (17)
- Untersunzing (15)
- Öppling (18)